# Ljusterö, Västerviks kommun
Ljusterö är ett naturreservat på en mindre långsmal ö utan landförbindelse i Loftahammars socken i Västerviks kommun i Småland (Kalmar län). Ön är belägen i Tjusts skärgård i Gudingefjärden söder om Loftahammar. Öns maximala bredd är cirka 350 meter och längd cirka 1 500 meter. Ön är bebyggd med fritidshus på den södra delen. Den norra delen är avsatt som naturreservat omfattande 26 hektar.

## Natur
Ön representerar en för trakten vanlig skärgårdsnatur med tallhedmarker genombrutna av frodiga sänkor. Reservatet kan endast nås sjövägen och bryggor saknas.